# Benue (delstat)
Benue en delstat i den sydøstlige del af  Nigeria. Den har fået sit navn efter floden Benue. Delstaten, som blev oprettet i 1976, har godt 5,1 millioner indbyggere, og hovedstaden er byen Makurdi. I 1991 dannedes af  den vestlige del af Benue sammen med den østlige del Kwara delstaten Kogi.

## Geografi
Delstaten grønser mod nord til delstaten Nassarawa, mod sydvest til delstaten Ebonyi og Enugu, mod sydvest til delstaten Cross River og landet Kamerun, mod vest til delstaten Kogi og mod øst til delstaten Taraba.

### Inddeling
Delstaten er inddelt i 23 Local Government Areas med navnene: Agatu, Apa, Apo, Bukuru, Gboko, Guma, Gwer East, Gwer West, Katsina-Ala, Konshisha, Kwande, Logo, Makurdi, Obi, Ogbadibo, Ohimini, Oju, Opkokwu, Oturpko, Tarka, Ukum, Ushongo og Vandeikya.

## Natur
Den største del af delstaten består af et sletteland, Benueplateauet, med højere  partier i sydøst ved grænsen til nabolandet Kamerun. Floden Benue løber gennem den nordlige del af delstaten.

## Befolkning
Befolkningen tilhører flere etniske grupper, med tiv, idoma og igala som de største.

## Erhvervsliv
Landbrug er det vigtigste erhverv., med avl af Yams, hirse, durra, jordnødder og kassava til  lokal brug, og sojabønner, bomuld, majs og ris for eksport. I delstaten findes mindre forekomster af kul, olie, kalksten, salt og guld, og store forekomster af tin og marmor. Industrien er endnu begrænset, med levnesmiddelindustri som den vigtigste. Hovedstaden Makurdi er en vigtig flodhavn ved Benuefloden.

## Eksterne kilder og henvisninger
1. ↑   Benue. (2012-03-16) I Store norske leksikon. Hentet fra http://snl.no/Benue/delstat_i_Nigeria

- A Brand New Image For Benue Arkiveret 16. oktober 2008 hos  Wayback Machine  Chris Ajaero 18. november  2007 på newswatchngr.com

7°10′N 8°47′Ø / 7.167°N 8.783°Ø